# Vanault-le-Châtel

Vanault-le-Châtel este o comună în departamentul Marne, Franța. În 2009 avea o populație de 182 de locuitori.